# Ljiljana Mugoša
Pour les articles homonymes, voir Mugoša.
Ljiljana Vučević, née Ljiljana Mugoša le 10 avril 1962 à Titograd (aujourd'hui Podgorica au Monténégro), est une handballeuse internationale yougoslave.
Avec l'équipe de Yougoslavie, elle est médaillée de bronze au Championnat du monde 1982, est sacrée championne olympique en 1984 et termine quatrième des Jeux olympiques d'été de 1988.
En début d'année 1989, elle rejoint le club français de l'USM Gagny
Elle est la sœur de la handballeuse Svetlana Mugoša-Antić, avec laquelle elle a évolué à l'USM Gagny à partir de 1992, et la femme de Savo Vučević, entraîneur de basket-ball.

## Palmarès

### En équipe nationale
- médaille de bronze au Championnat du monde 1982
- Médaille d'or aux Jeux olympiques 1984[1]
- 6e place au Championnat du monde 1986
- 4e place aux Jeux olympiques 1988[1]

### En club
Compétitions internationales 
- Vainqueur de la Coupe des vainqueurs de coupe (C2) (1) : 1985 (avec Budućnost Titograd)
- Vainqueur de la Coupe de l'IHF (C3) (1) : 1987[4] (avec Budućnost Titograd)

 Compétitions nationales 
- Vainqueur du Championne de Yougoslavie (1) : 1985
- Vainqueur de la Coupe de Yougoslavie (1) : 1984
- Vainqueur du Championne de France (2)[4] : 1991 et 1992 ( avec USM Gagny)
  - Deuxième en 1993, 1994
- Coupe de France (2) : 1992, 1993
  - Finaliste en 1990